# Dan Craven
Dan Craven (ur. 1 lutego 1983 w Omaruru) – namibijski kolarz szosowy.
W 2014 roku brał udział w Vuelta a España, zajął 140. miejsce.
Jako reprezentant Namibii uczestniczył dwukrotnie w igrzyskach olimpijskich, w Londynie wystartował w wyścigu ze startu wspólnego, którego nie ukończył. W Rio de Janeiro stanął na starcie wyścigu ze startu wspólnego oraz jazdy indywidualnej na czas. Wyścigu ze startu wspólnego ponownie nie ukończył, natomiast podczas jazdy indywidualnej na czas zajął ostatnie, 35. miejsce.

## Najważniejsze osiągnięcia
2008
- 1. miejsce w Grand Prix Cristal Energie
- 3. miejsce w Giro Ciclistico del Cigno

2010
- 3. miejsce w mistrzostwach Afryki (start wspólny)
- 3. miejsce w Rás Tailteann
  - 1. miejsce na 1. etapie
- 2. miejsce w East Midlands International Cicle Classic
- 1. miejsce na 4. etapie Tour of Rwanda
- 5. miejsce w mistrzostwach Afryki (jazda ind. na czas)

2011
- 5. miejsce w Vuelta Ciclista a León
  - 1. miejsce na 4. etapie
- 7. miejsce w La Tropicale Amissa Bongo

2012
- 2. miejsce w mistrzostwach Namibii (start wspólny)
- 2. miejsce w mistrzostwach Namibii (jazda ind. na czas)

2013
- 2. miejsce w mistrzostwach Afryki (start wspólny)
- 4. miejsce w mistrzostwach Afryki (jazda druż. na czas)
- 6. miejsce w mistrzostwach Afryki (jazda ind. na czas)

2014
- 1. miejsce w Tour du Cameroun
- 5. miejsce w Tour du Maroc

2015
- 1. miejsce w mistrzostwach Namibii (start wspólny)
- 4. miejsce w La Tropicale Amissa Bongo
- 6. miejsce w mistrzostwach Afryki (jazda druż. na czas)

2016
- 1. miejsce w mistrzostwach Namibii (start wspólny)
- 2. miejsce w mistrzostwach Namibii (jazda ind. na czas)

2017
- 2. miejsce w mistrzostwach Namibii (start wspólny)

2018
- 1. miejsce w Tour du Sénégal
  - 1. miejsce na 6. etapie
- 3. miejsce w mistrzostwach Namibii (start wspólny)

2019
- 2. miejsce w mistrzostwach Namibii (start wspólny)

2020
- 1. miejsce w mistrzostwach Namibii (start wspólny)